# Aleksander Busz
Aleksander Busz (ur. 27 maja 2004) – polski koszykarz, występujący na pozycjach niskiego lub silnego skrzydłowego, obecnie zawodnik Tauron GTK Gliwice.
26 czerwca 2023 przedłużył umowę z Tauron GTK Gliwice.

## Osiągnięcia
Stan na 2 maja 2024, na podstawie, o ile nie zaznaczono inaczej.

### Drużynowe
Młodzieżowe
- Mistrz Polski juniorów starszych (2021)[4]
- Brązowy medalista mistrzostw Polski juniorów starszych (2022)[5]

### Reprezentacja
- Uczestnik mistrzostw Europy:
  - U–20 (2023 – 15. miejsce)
  - U–18 (2022 – 9. miejsce)